# FCフィオレンティーノ
FCフィオレンティーノ（イタリア語: F.C. Fiorentino）は、サンマリノのフィオレンティーノを本拠地とするサッカークラブである。2015-16シーズンは、カンピオナート・サンマリネーゼのジローネBに所属。
1974年に創設された。当初のチーム名はSSモンテヴィット (S.S. Montevito) であったが、2004-05シーズンに現在のチーム名になった。同じフィオレンティーノを本拠地とするSPトレ・フィオリとはライバル関係にあるが、後発であり（SPトレ・フィオリは1949年創立）、リーグ戦で1回（1991-92シーズン：SSモンテヴィット時代）のみ優勝と、SPトレ・フィオリとは大きく水をあけられている。

## タイトル
- カンピオナート・サンマリネーゼ：1回
  - 1991-92（SSモンテヴィット時代）